# 神田祭
神田祭（かんだまつり）とは、東京都千代田区の神田明神で行われる祭礼のこと。「神田明神祭」とも呼ばれ、山王祭、（江東区）深川八幡祭と並んで江戸三大祭の一つとされている。京都の祇園祭、大阪の天神祭と共に日本の三大祭りの一つにも数えられる。なお祭礼の時期は現在は5月の中旬だが、以前は旧暦の9月15日に行っていた。

## 概要
隔年で5月中旬に行われる神田明神の祭礼。江戸時代を通じて全国的に有名な祭のひとつとして「日本の三大祭り」「江戸三大祭」の中に数えられる。
行事は主に、祭神を御輿に移す鳳輦神輿遷座祭、各町内会の連合渡御となる氏子町会神輿神霊入れ、伝統の神事能である明神能・幽玄の花、そしてすべての神職が奉仕する例大祭などがある。

## 歴史

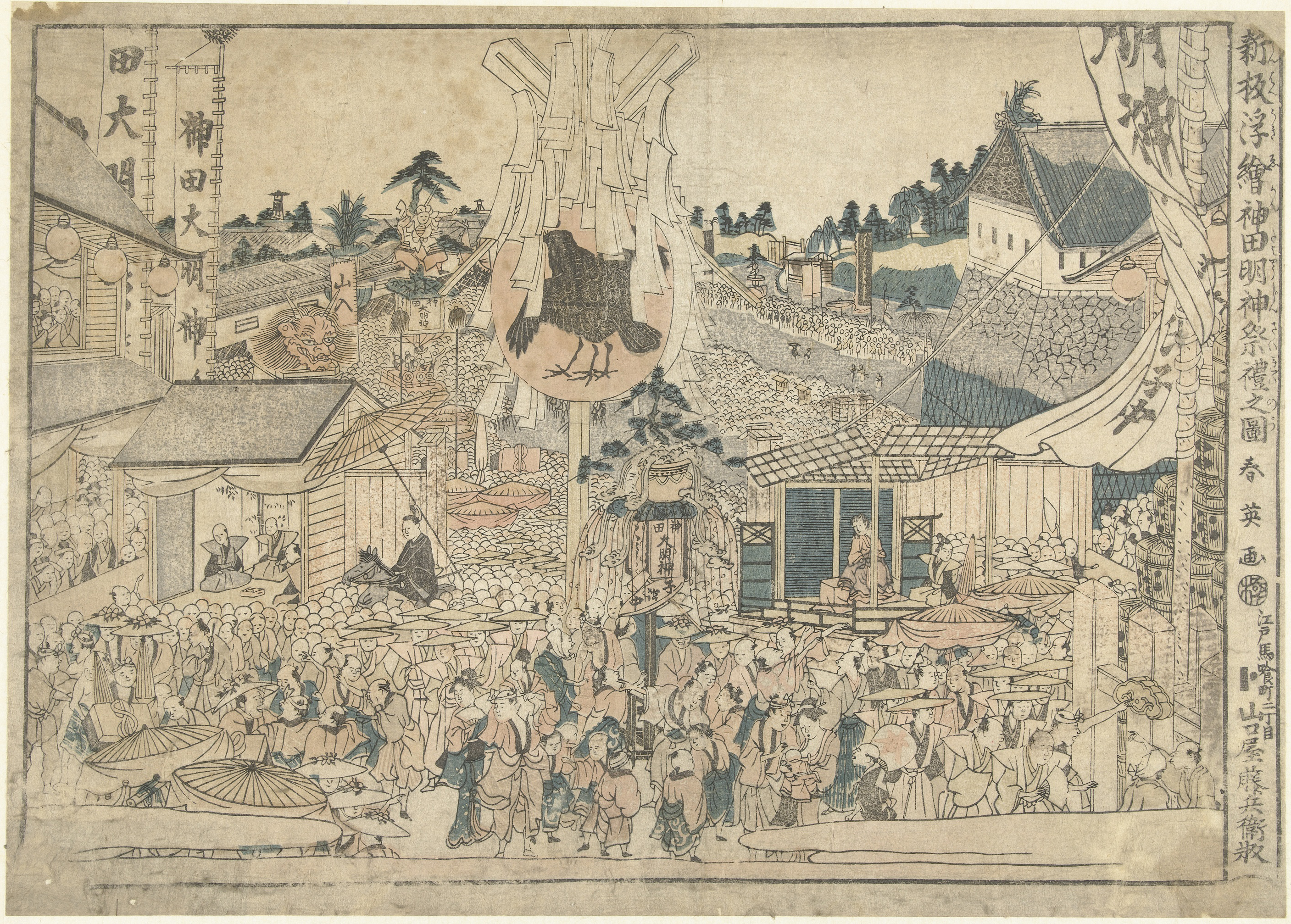
「新板浮絵神田明神祭礼之図」　勝川春英画。

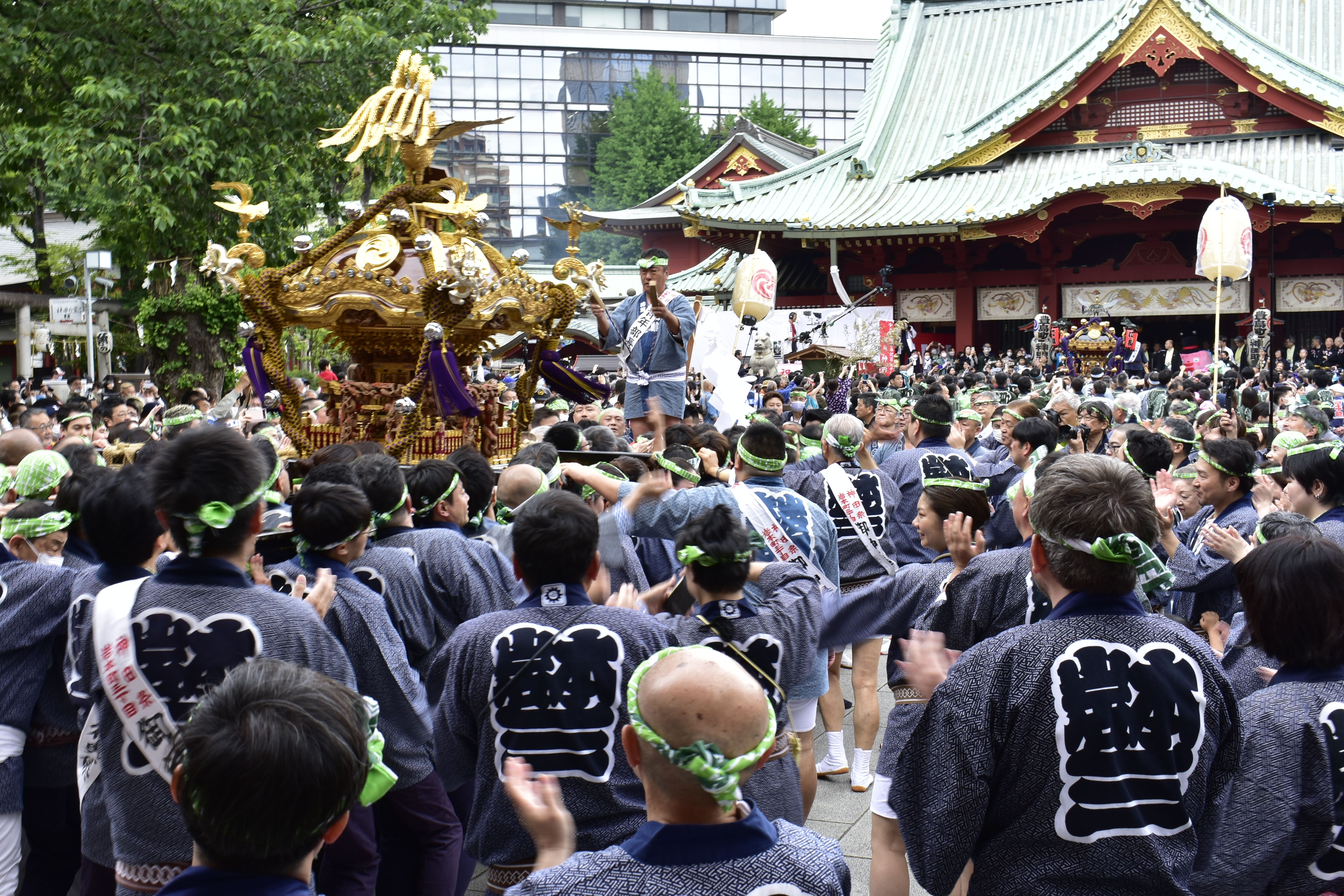
神田祭 神輿宮入（2023年5月14日撮影）

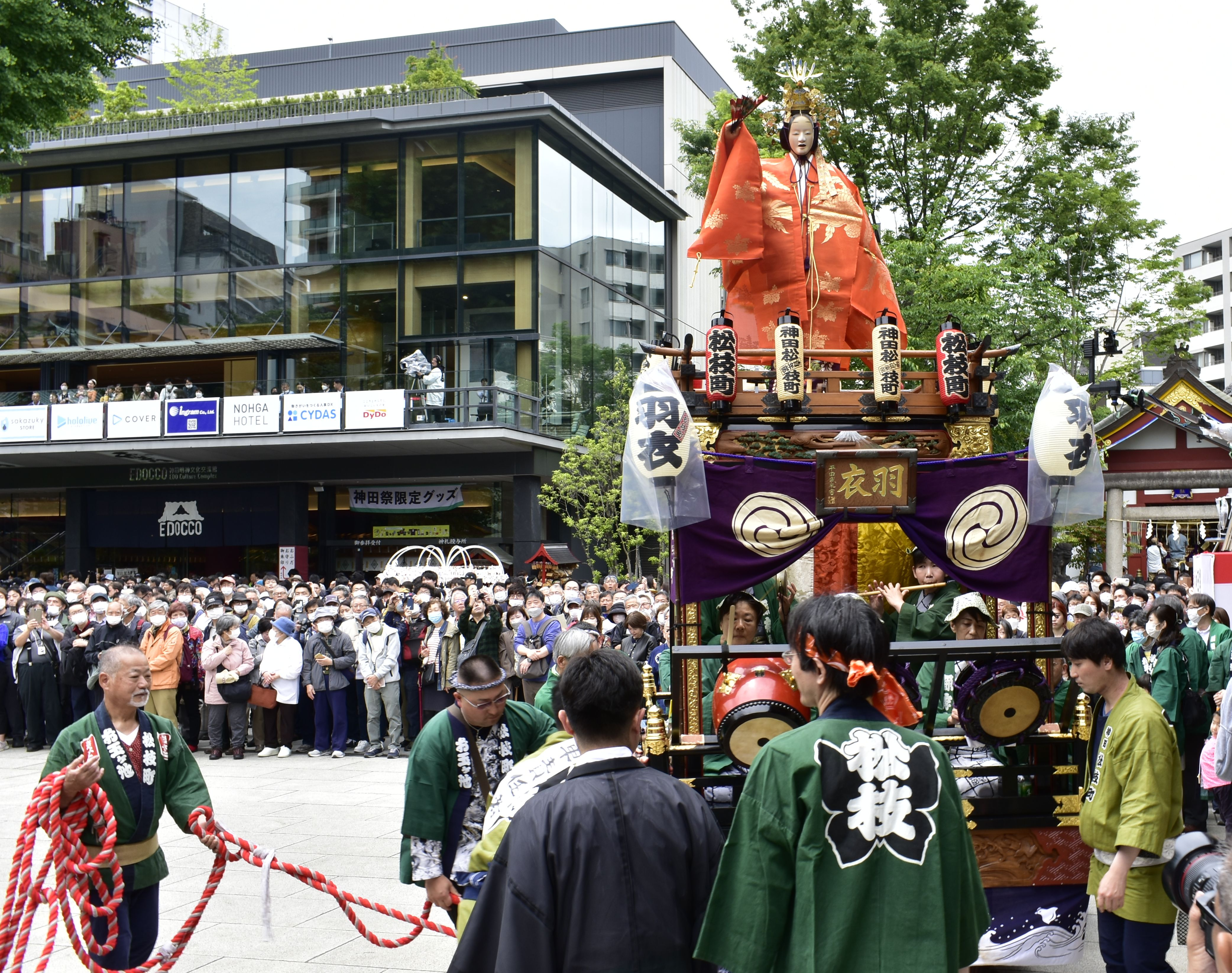
神田祭 神田松枝町会「羽衣の山車」（2023年5月14日撮影）

神田祭の起源については記録文書等がほとんど残っておらず、詳細は不明であるが、大祭になったのは江戸時代以降のことである。
江戸時代の『神田大明神御由緒書』によると、江戸幕府開府以前の慶長5年（1600年）に徳川家康が会津征伐において上杉景勝との合戦に臨んだ時や、関ヶ原の合戦においても神田大明神に戦勝の祈祷を命じた。神社では家康の命によって毎日祈祷を行っていたところ、9月15日の祭礼の日に家康が合戦に勝利し天下統一を果たした。これにより家康の特に崇敬するところとなり、社殿、神輿、祭器を寄進し、神田祭は徳川家縁起の祭として以後盛大に執り行われることになったという。
江戸三大祭について「神輿深川、山車神田、だだっ広いが山王様」と謳われたように、神田祭も元々は山車の出る祭りだったが、明治以降路面電車の開業や電信柱の敷設で山車の通行に支障を来すようになり、次第に曳行しなくなった。さらに関東大震災や戦災によって山車がすべて焼失した（但し山車に飾られていた人形や、明治期に売却されたという山車が関東各地に伝存する）。現在は山車に代って町御輿が主流となっている。

## 現行の行事内容

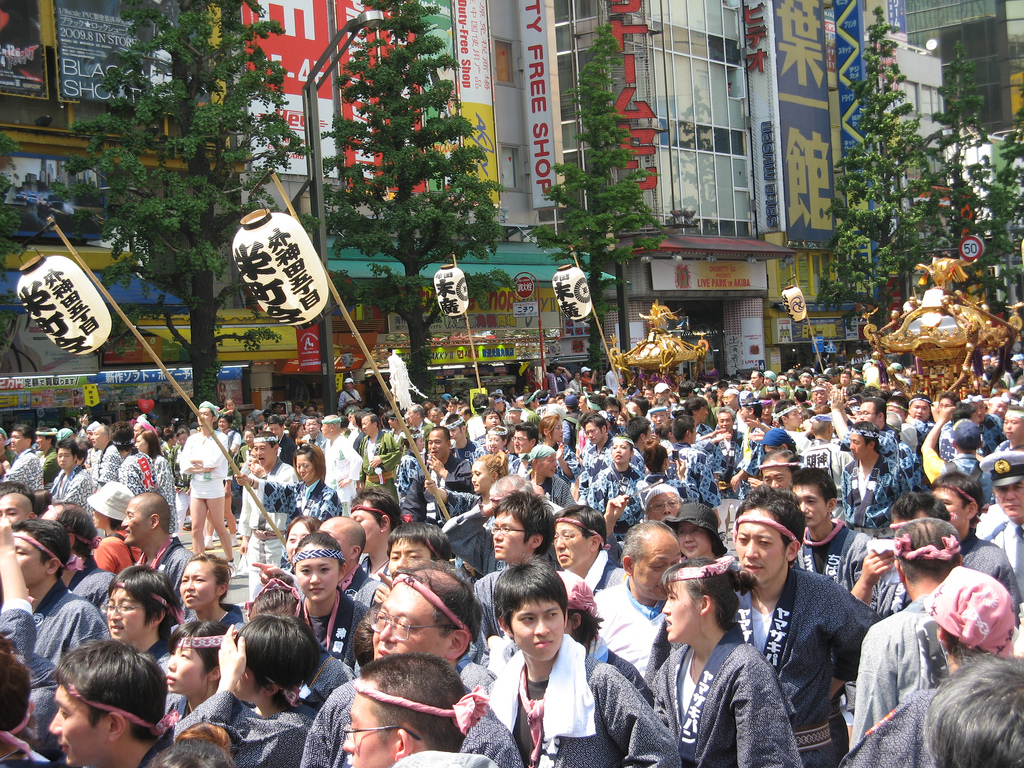
電気街を練り歩く各町の町御輿（2009年）

大祭は隔年（西暦奇数年）に行われる。様々な行事があるが、以下の行事が主なもの。

### 神幸祭
5月15日に近い土曜日に行われる神社の行事。朝8時に神社を出発。一の宮・大己貴命(だいこく様)、二の宮・少名彦命(えびす様)、三の宮・平将門の鳳輦や宮神輿が平安装束をまとった人々に付き添われ粛々と行進し、巫女(巫女装束)と乙女(壺装束)役の若い女性4名ずつが花を添える。13時頃に両国旧御仮屋(東日本橋駅付近)で休憩し神事を行う。16時頃に三越本店に到着、ここから御輿、山車、武者行列などの付け祭りが追加される。19時頃に神社に戻る。

### 御輿宮入
神幸祭の翌日に行われる各町内の行事。町内毎に町神輿による御輿連合を設立し、各地区を巡行する他、或る程度時間を決めて神社に練り込む。御輿の担ぎ手の中にはふんどしを粋に締めている人も多い。地区によっては妖艶な手古舞を出す。

### 太鼓フェスティバル
神幸祭と御輿宮入の当日に神社の隣の宮本公園の特設ステージで開催される行事。各日9時から19時頃まで、関東をはじめとした各地の和太鼓集団が数多く出演する。この中で、稚児舞(少女の巫女による浦安の舞)も行う。番組表は当日、現地で配布される。

### 例大祭
毎年5月15日固定で行われる厳粛な行事。神社の巫女が正装の浦安の舞も行う。ただし、5月15日が日曜日の際は御輿宮入を優先し、例大祭の日程はずらす。

## 江戸時代の神田祭の山車行列

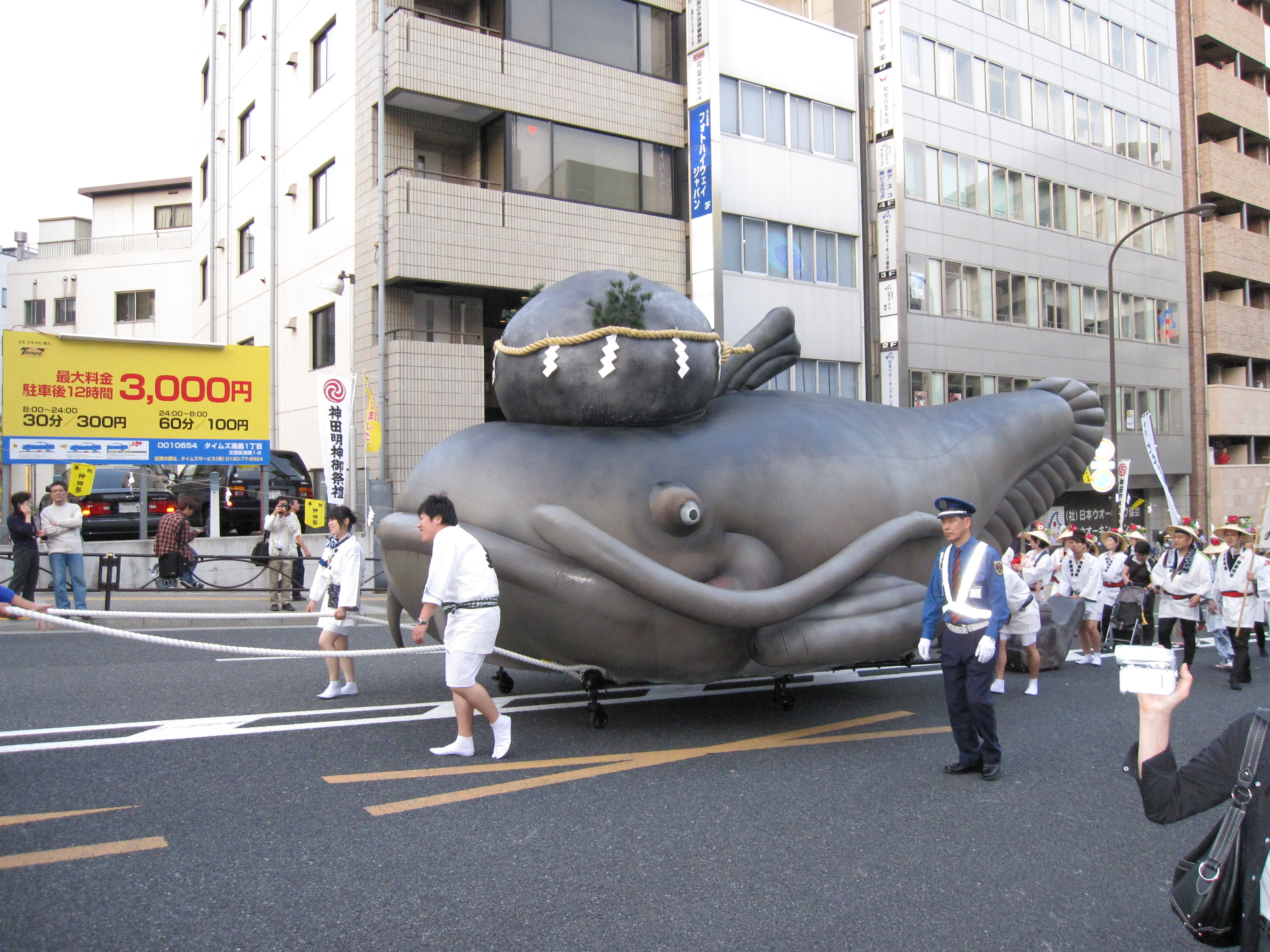
江戸開府400年にあたる2005年に、かつての例祭を復元しようとして、寛政3年（1791年）の祭礼に出された練り物のひとつ「鯰（地震の象徴）と要石（地震封じ）」の作り物がインフレータブルバルーンで再現された（写真は2009年度神田祭）

以下は江戸時代の神幸祭の行列に付き添った山車の一覧で、内容は文久元年（1861年）の時のもの。当時もこれら山車のほかに付祭と称して様々な出し物があった。町名の後の括弧内はその町域に相当する現在地名。なお以下に見られる町の中には、大伝馬町や南伝馬町のように山王権現（現日枝神社）の氏子として、山王祭にも山車を出していた町があるが、当時の江戸ではひとつの町がいくつかの神社の氏子町になっていることがあった。江戸祭礼氏子町一覧を参照。
- 一番　諌鼓鶏の吹貫の山車 ： 大伝馬町（日本橋大伝馬町一〜二丁目及び六丁目、日本橋本町二〜三丁目、日本橋堀留町一丁目）
- 二番　幣猿の吹貫の山車 ： 南伝馬町（京橋一〜三丁目）
- 三番　翁の能人形の山車 ： 旅籠町一丁目（外神田三丁目）
- 四番　和布刈龍神の山車 ： 旅籠町二丁目（外神田一丁目）
- 五番　蓬莱に亀の山車 ： 鍋町（鍛冶町三丁目）
- 六番　花籠に牡丹の山車 ： 通新石町（神田須田町一丁目）
- 七番　岩組に牡丹の山車 ： 須田町一丁目（神田須田町一丁目）
- 八番　関羽の山車 ： 須田町二丁目（神田須田町二丁目）
- 九番　岩組に牡丹の山車 ： 連雀町（神田須田町一丁目）
- 十番　月に薄の山車 ： 三河町一丁目（内神田一丁目）
- （神輿2基の行列）
- 十一番　武蔵野の山車・坂田金時の山車 ： 豊島町（東神田一〜二丁目）・湯島町（外神田二丁目、湯島一丁目、本郷三丁目）・金沢町（外神田三丁目）
- 十二番　岩組に牡丹の山車 ： 岩井町（岩本町三丁目）
- 十三番　二見が浦日の出の山車 ： 橋本町一丁目（東神田一丁目）
- 十四番　乙姫の山車 ： 橋本町二丁目（東神田一丁目）
- 十五番　龍宮門の山車 ： 佐久間町一〜二丁目（神田佐久間町一〜二丁目）
- 十六番　岩組に牡丹の山車 ： 佐久間町三〜四丁目（神田佐久間町三〜四丁目）・富松町（東神田二丁目）
- 十七番　蓬莱の山車 ： 久右衛門町一〜二丁目（東神田一丁目、岩本町二丁目）
- 十八番　石台に稲穂の山車 ： 多町一丁目（神田多町二丁目）
- 十九番　鐘馗の山車 ： 多町二丁目（神田多町二丁目）
- 二十番　龍神の山車 ： 永富町（内神田二〜三丁目）
- 二十一番　棟上人形の山車 ： 竪大工町（内神田三丁目）
- 二十二番　松に杯の山車 ： 蝋燭町（内神田一丁目、神田司町二丁目）・関口町（神田司町二丁目）
- 二十三番　大黒人形の山車 ： 神田明神西町（外神田二丁目）
- 二十四番　武蔵野の山車 ： 新銀町（神田司町二丁目、内神田二丁目）
- 二十五番　戸隠明神の山車 ： 新石町（内神田三丁目）
- 二十六番　弁天の山車 ： 新革屋町（内神田二丁目、鍛冶町一丁目）
- 二十七番　小鍛冶の山車 ： 神田鍛冶町（神田鍛冶町二〜三丁目）
- 二十八番　岩に牡丹の山車 ： 元乗物町（鍛冶町一丁目、神田北乗物町）
- 二十九番　武蔵野の山車 ： 横大工町（内神田三丁目、神田多町二丁目）
- 三十番　白雉子の山車 ： 雉子町（神田司町二丁目）
- 三十一番　武内宿禰の山車 ： 三河町四丁目（神田司町二丁目）
- 三十二番　武蔵野の山車 ： 明神下御台所（外神田二丁目）
- 三十三番　汐汲の山車 ： 皆川町二〜三丁目（内神田二丁目）
- 三十四番　猩々の能人形の山車 ： 神田塗師町（鍛冶町二丁目）
- 三十五番　恵比寿の山車 ： 白壁町（鍛冶町二丁目）
- 三十六番　源頼義の山車 ： 松田町（鍛冶町二丁目）

上にあげた順番では十番と十一番のあいだに、神輿の行列が入っている。当時の祭礼の行列は山王祭でも見られるように、まず大榊が先頭、次に氏子町からの山車練り物、そして神輿という編成が普通であったが、これは天明3年（1783年）、神田明神の神主の要請でこのようになったものである。当時各町の山車練り物は夕刻になると道の途中で解散し、神輿はそのまま各氏子町を渡御したが、神輿の行列が最後にあると前方にある各町の山車が道を空けるのに時間がかかり、その結果神輿の帰社が深夜になってしまうという理由からであった。

## ギャラリー

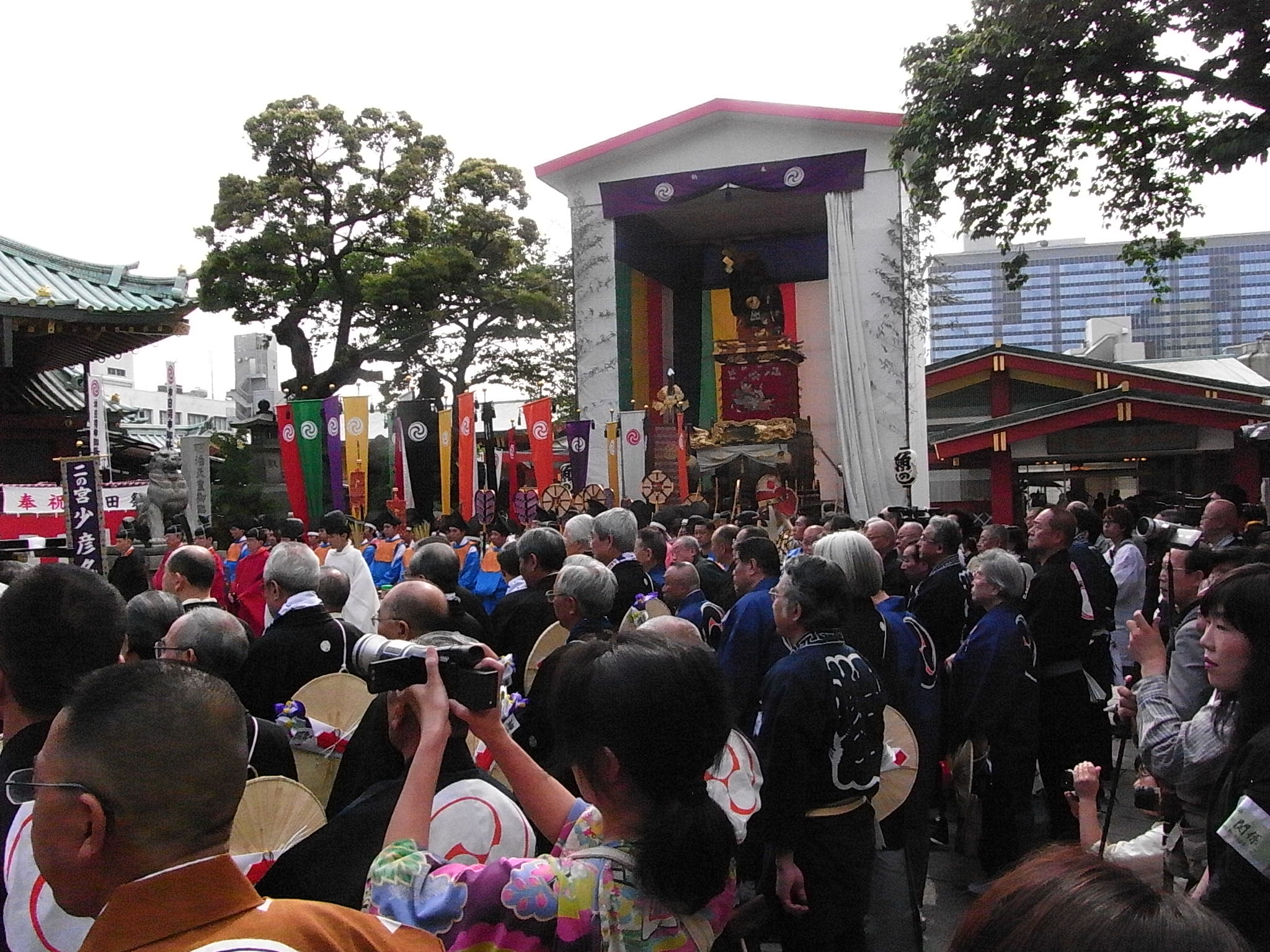
神幸祭（2009年5月9日撮影）
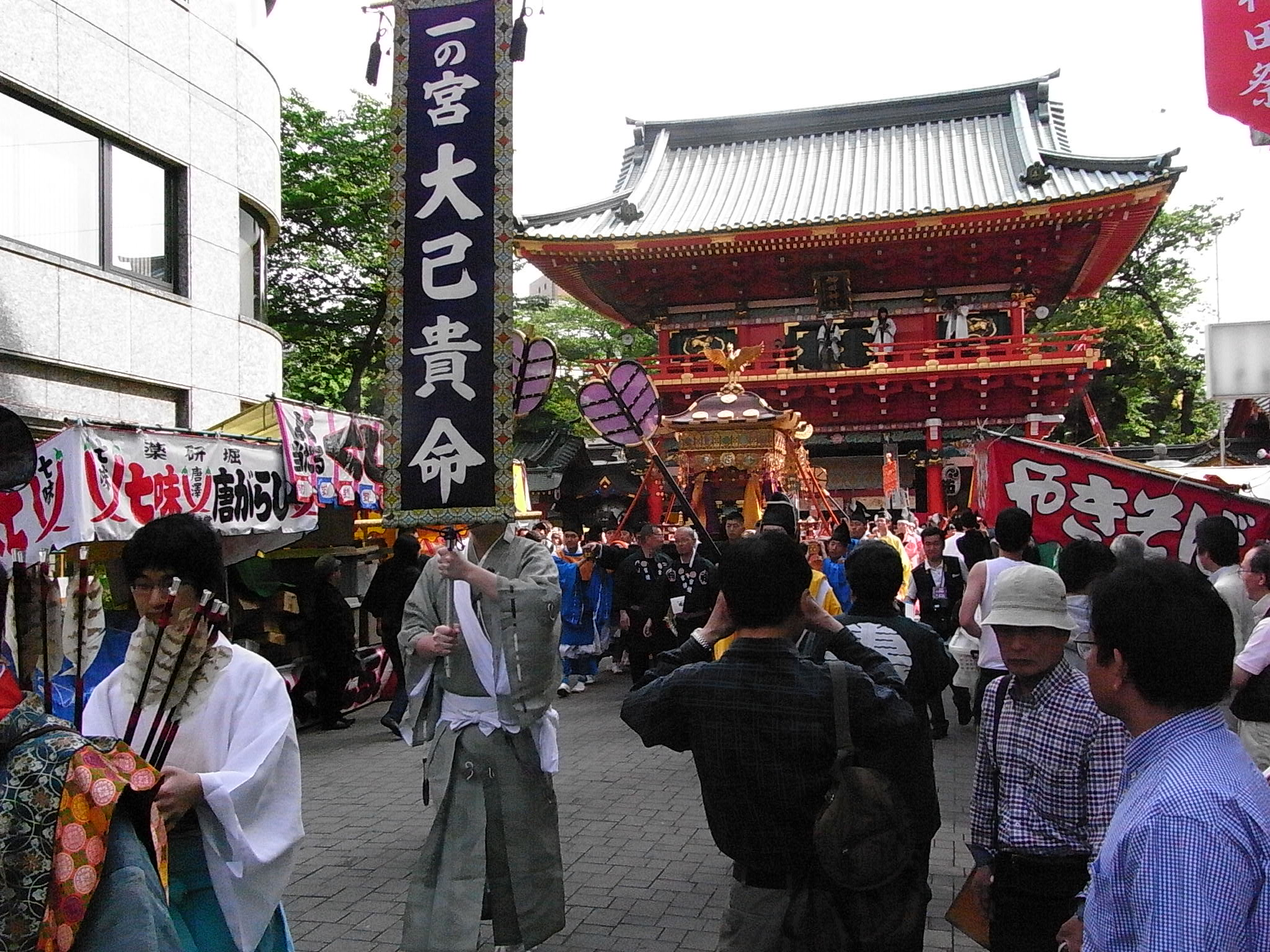
神幸祭 一の宮鳳輦 大己貴命（2009年5月9日撮影）
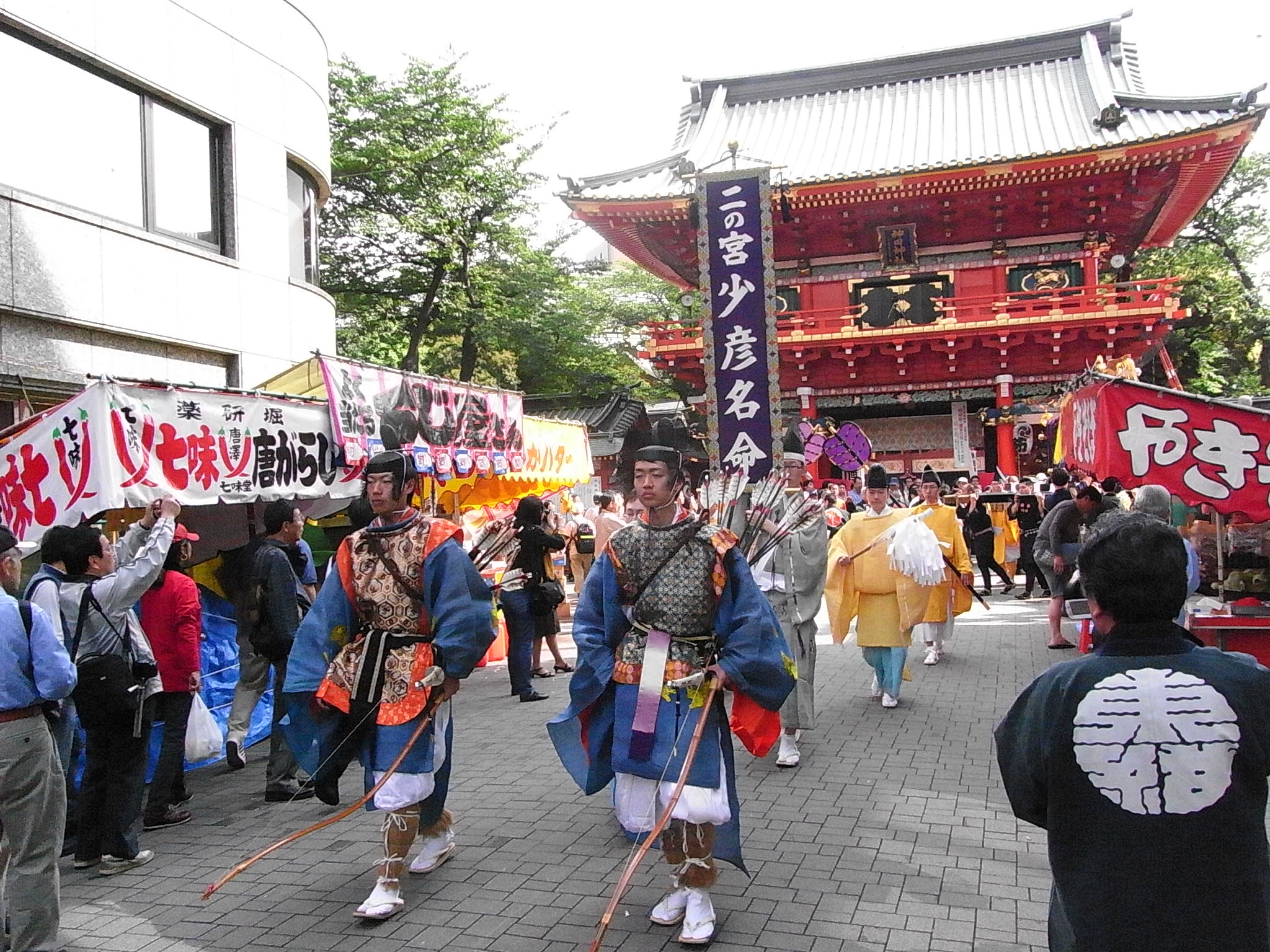
神幸祭 二の宮鳳輦 少彦名命（2009年5月9日撮影）
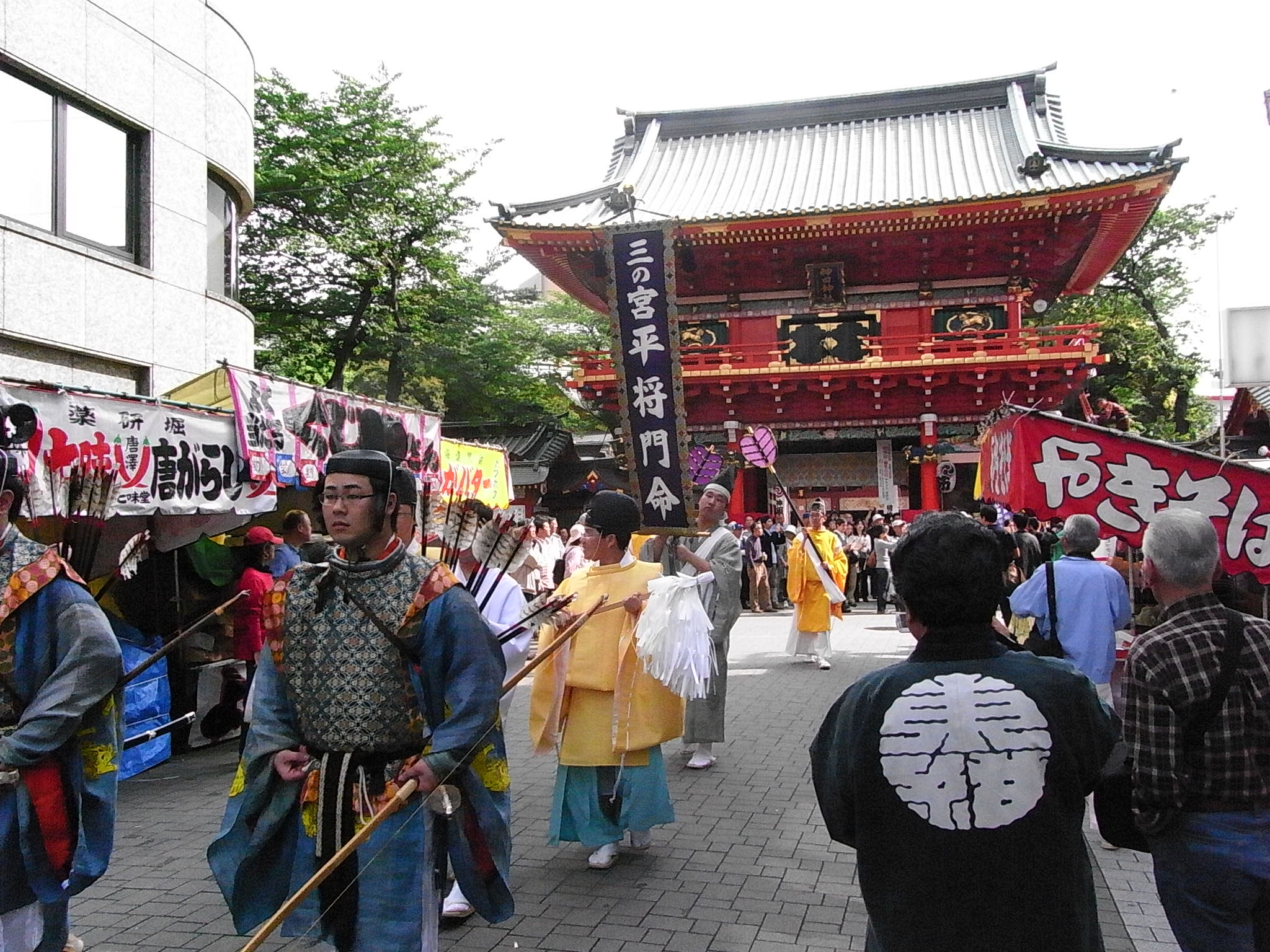
神幸祭 三の宮鳳輦 平将門命（2009年5月9日撮影）
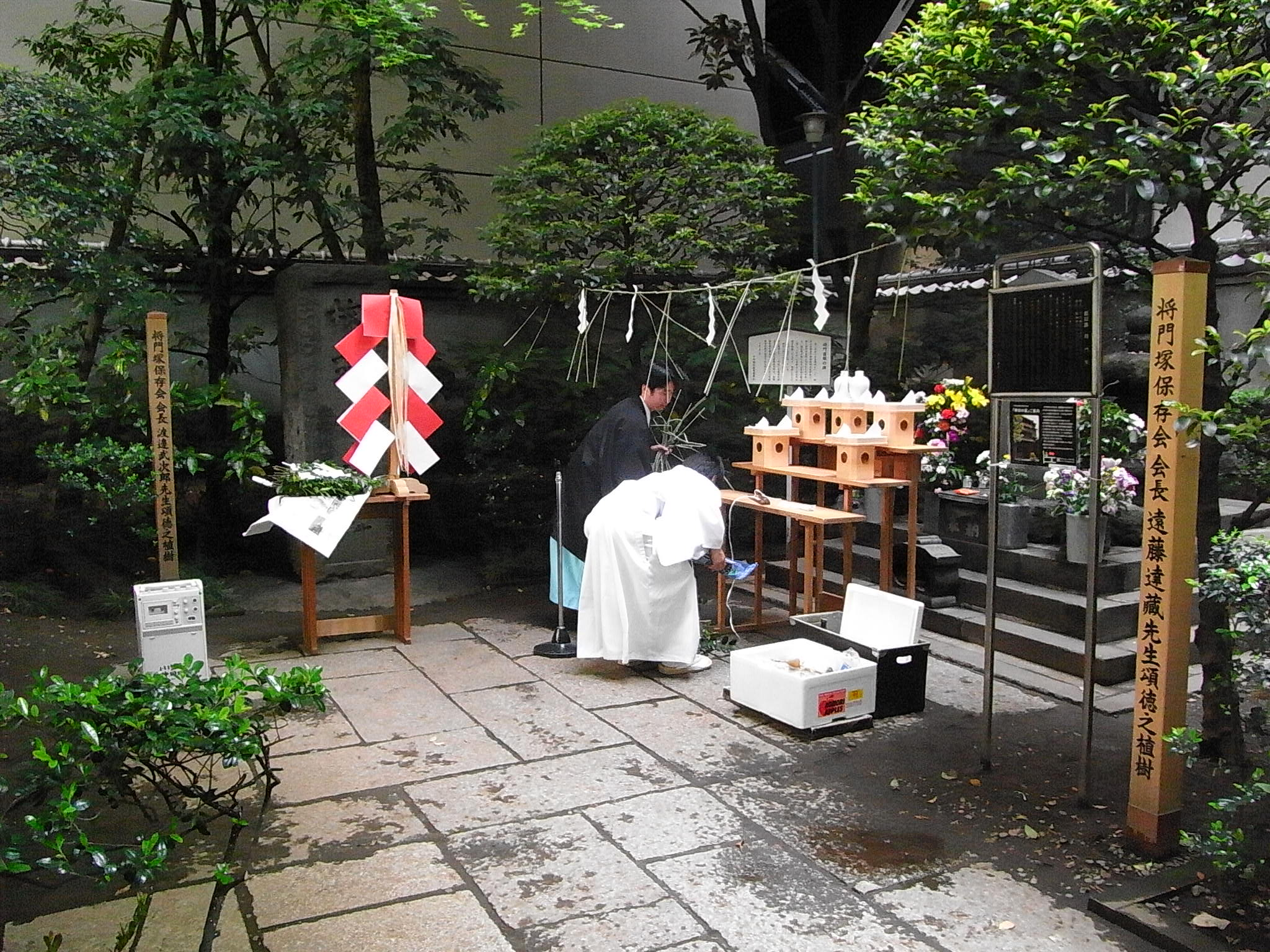
神幸祭 平将門塚（2009年5月9日撮影）
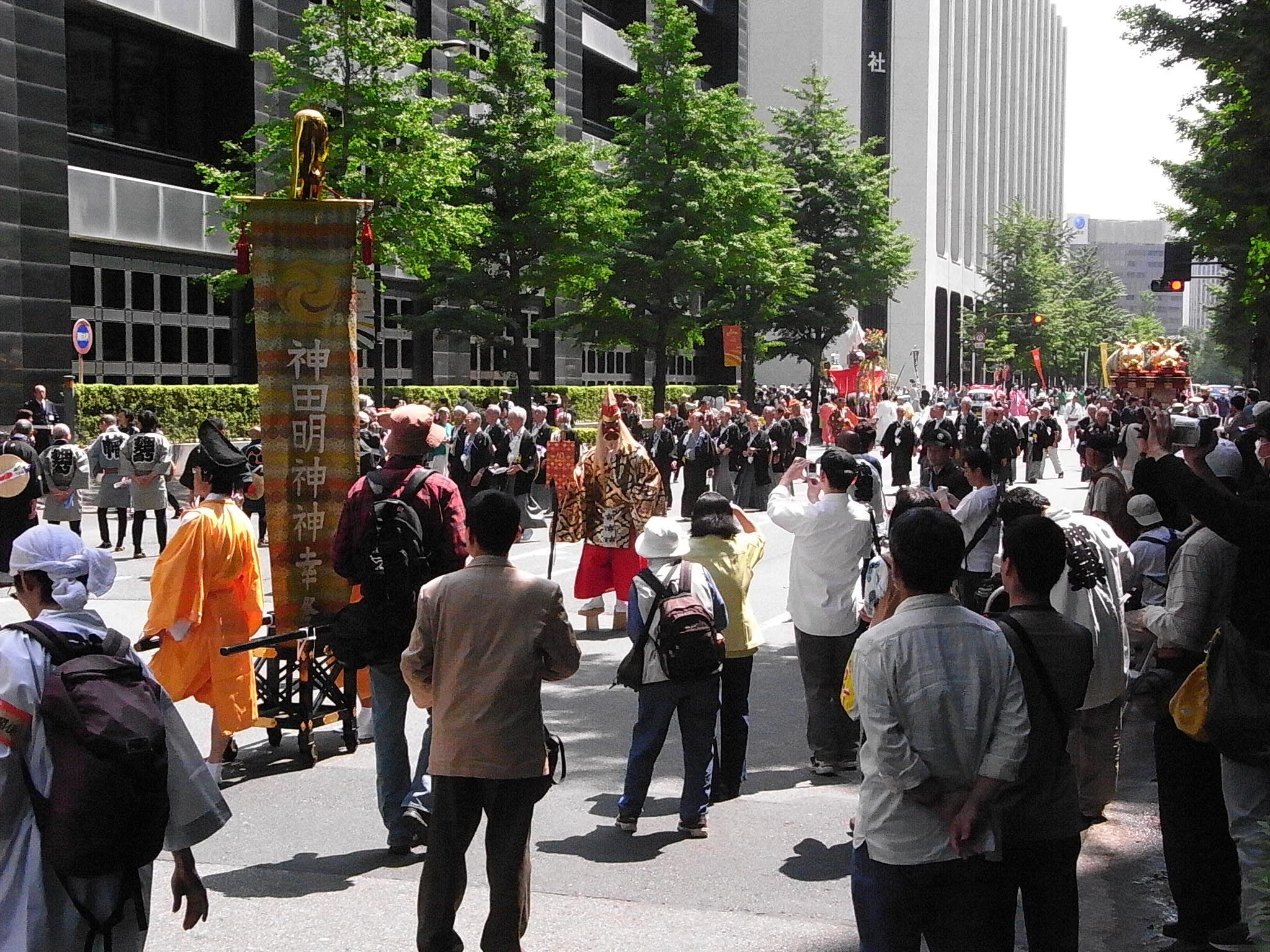
神幸祭 巡行（2009年5月9日撮影）
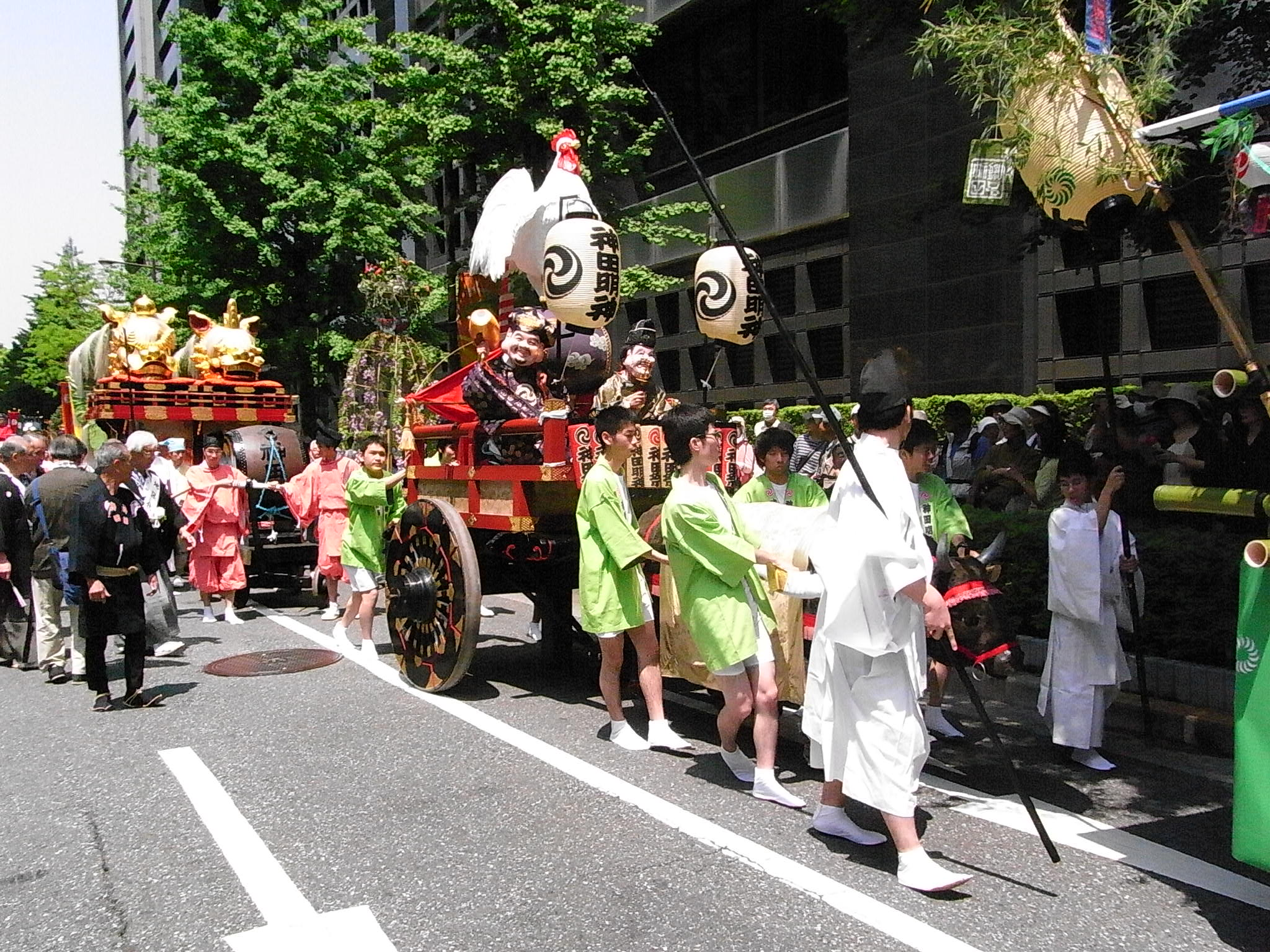
神幸祭 巡行（2009年5月9日撮影）
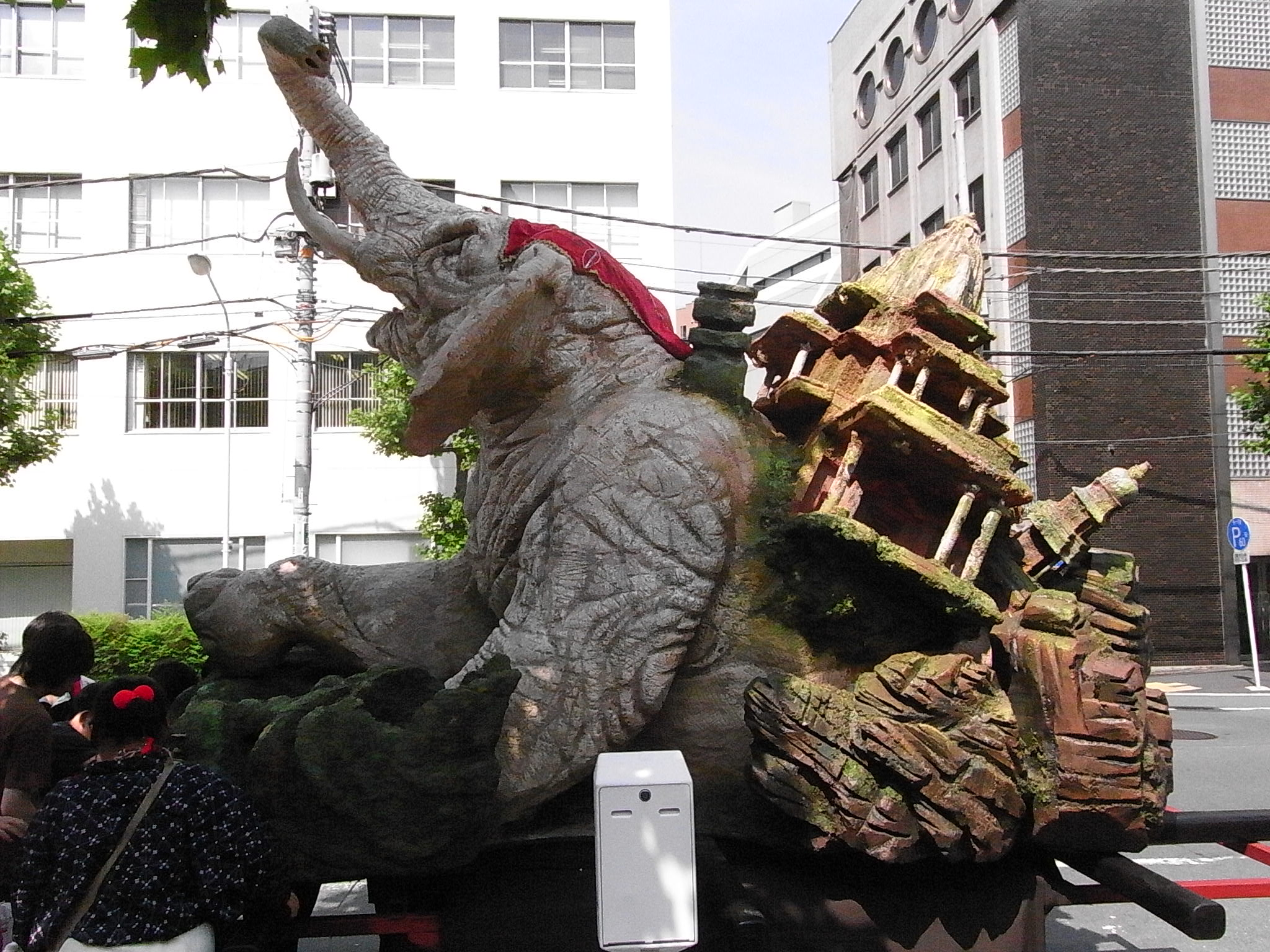
神幸祭 附け祭り 像（2009年5月9日撮影）
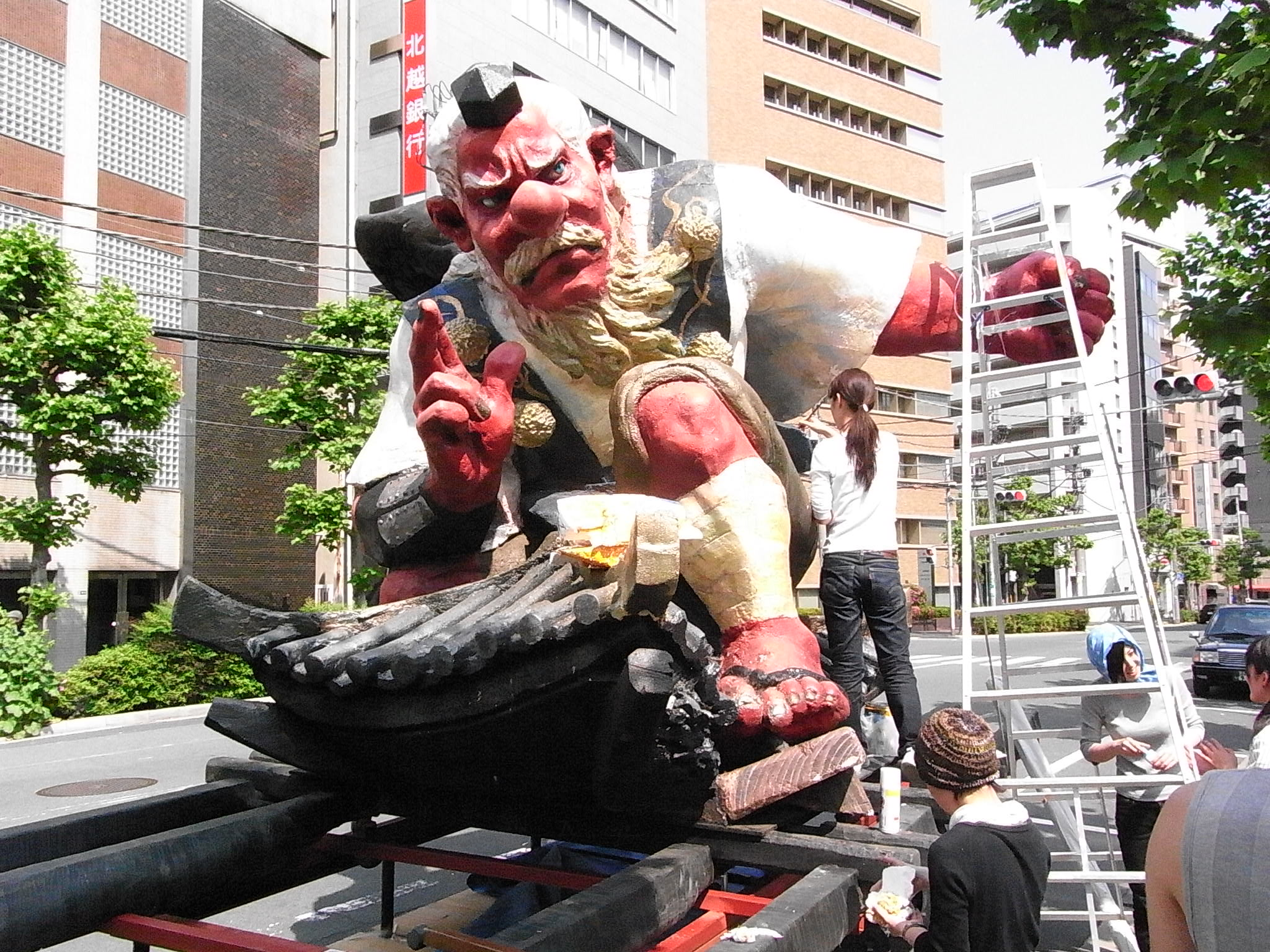
神幸祭 附け祭り 大天狗（2009年5月9日撮影）
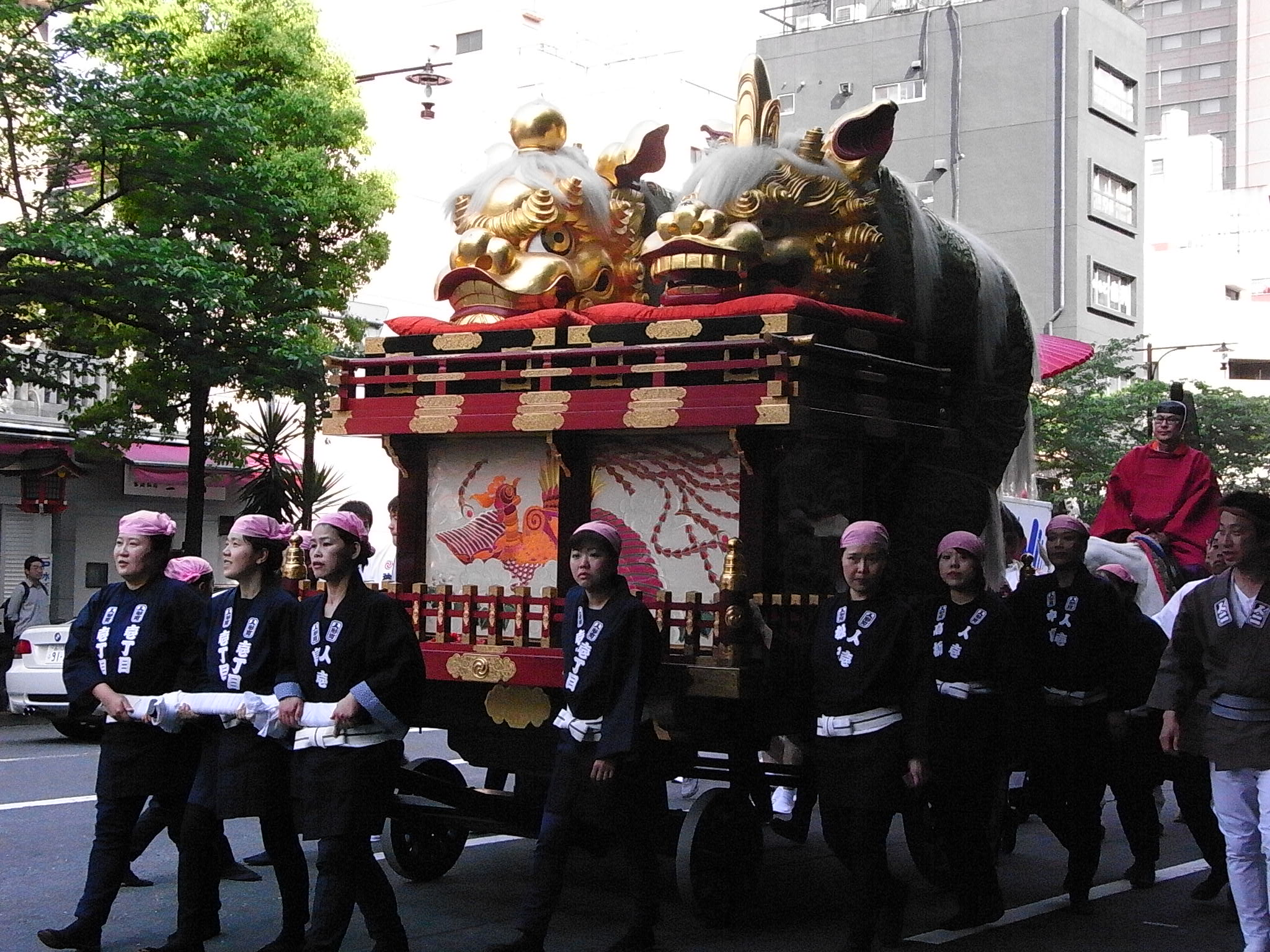
神幸祭 附け祭り 獅子（2009年5月9日撮影）
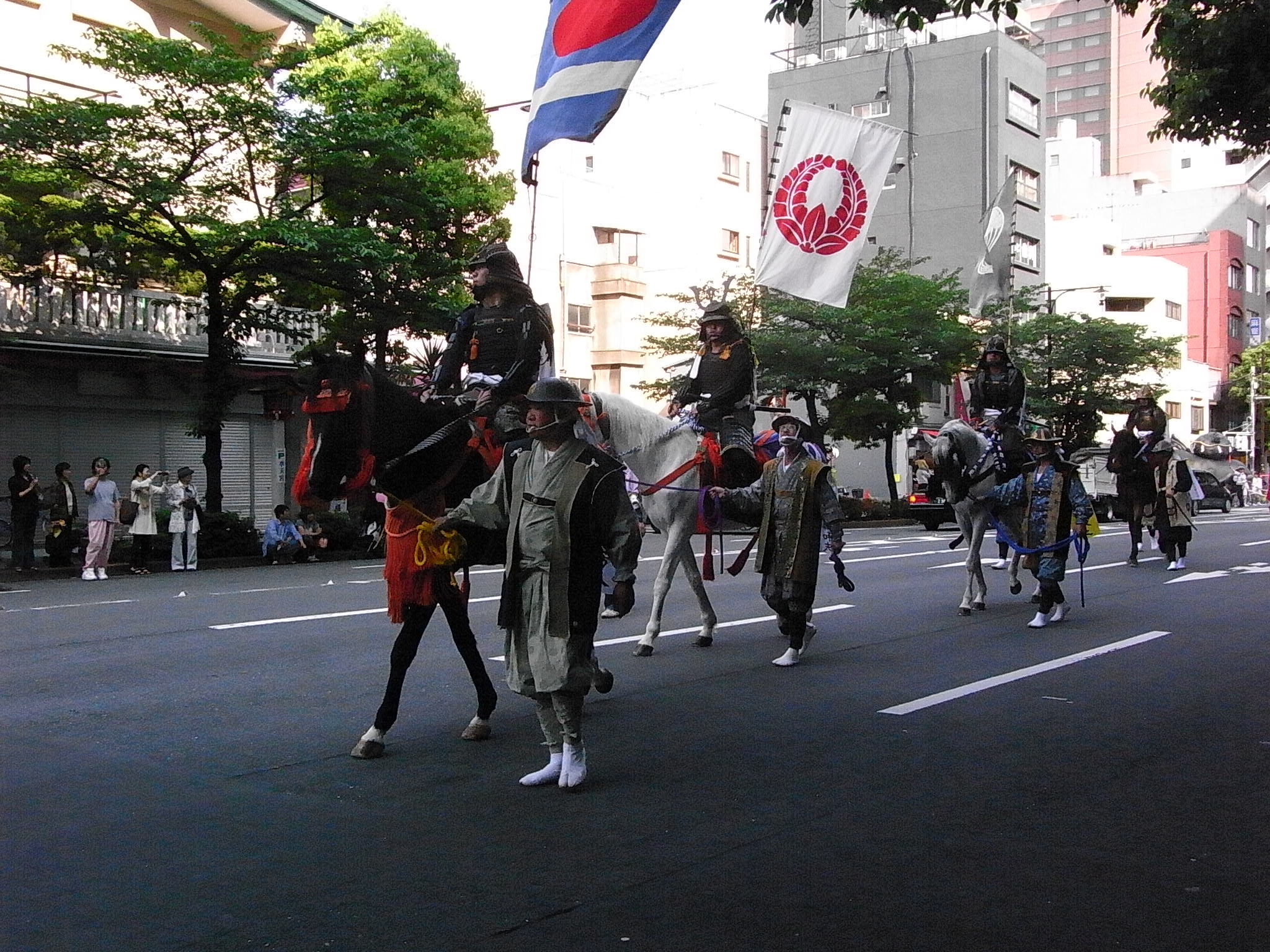
神幸祭 附け祭り 相馬野馬追騎馬武者十騎（2009年5月9日撮影）
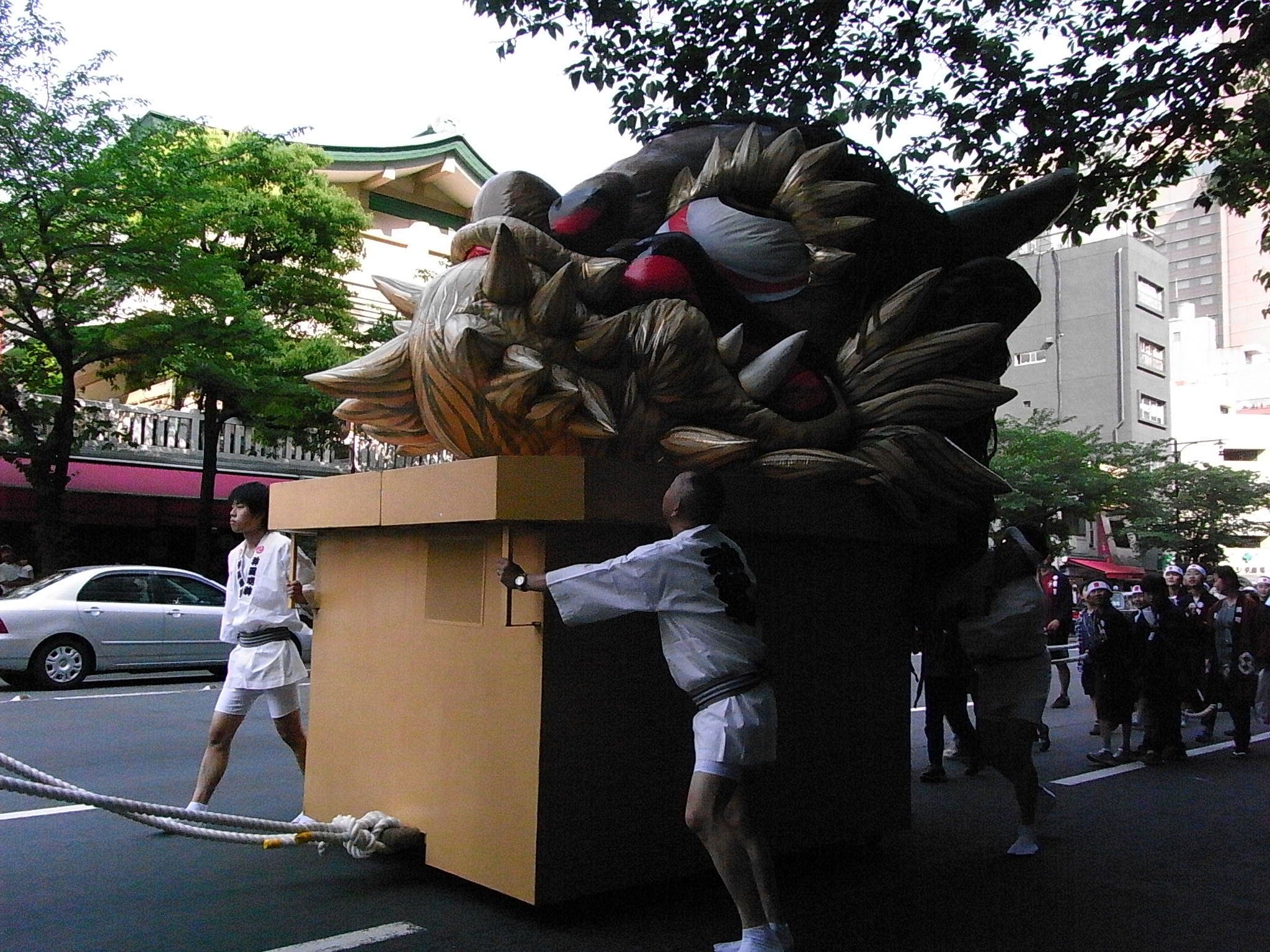
神幸祭 附け祭り 大江山凱陣（2009年5月9日撮影）